# Entrismus
Entrismus (anglicky entryism, často také vstupování nebo infiltrace) je politická strategie, při níž organizace povzbuzuje své členy nebo příznivce, aby se připojili k jiné (obvykle větší) organizaci, a snažili se tak rozšířit svůj vliv a své myšlenky a program. Pokud je organizace, do které entristé vstupují, entrismu nepřátelsky nakloněna, mohou entristé přistoupit ke lsti a podvratné činnosti, aby skryli skutečnost, že jsou samostatně organizovaní.

## Socialistický entrismus

### Trockého "francouzský obrat"
"Francouzský obrat" odkazuje na klasickou formu entrismu, kterou obhajoval Lev Trockij ve svých esejích "Francouzský obrat". V červnu 1934 navrhl, aby francouzští trockisté rozpustili svou Komunistickou ligu a připojili se k Francouzské sekci Dělnické internacionály (Section Française de l'Internationale Ouvrière, SFIO) a aby Komunistická liga rozpustila svou mládežnickou organizaci a snáze se spojila s revolučními elementy. Tato taktika byla přijata v srpnu 1934 navzdory určitému odporu a úspěšně zvýšila počet členů skupiny na 300 aktivistů.
Zastánci této taktiky prosazovali, aby trockisté vstoupili do sociálně demokratických stran, aby se v nich spojili s revolučními socialistickými proudy a ty pak nasměrovali k leninismu. Entrismus však trval krátce, neboť vedení SFIO začalo trockisty vylučovat. Trockisté z Dělnické strany Spojených států (Workers Party of the United States) také úspěšně využili svého vstupu do Socialistické strany Ameriky (Socialist Party of America) k náboru své mládežnické skupiny a dalších členů. Podobnou taktiku používaly i trockistické organizace v dalších zemích, včetně Nizozemska, Belgie, Švýcarska a Polska. Entrismus byl využíván ke spojení s levicově orientovanými politickými proudy uvnitř radikálních stran a k jejich náboru.
Od doby, kdy byla použita ve Francii, marxisté tuto taktiku používali, i když měli různé představy o tom, jak dlouho bude období vstupu trvat:
- Někdy se používá "perspektiva rozdělení", kdy menší strana hodlá zůstat ve větší straně po krátkou dobu s úmyslem rozdělit organizaci a odejít s větším počtem členů, než měla na začátku.
- Entristická taktika může z vlastního pohledu úspěšně fungovat po dlouhou dobu. Pokoušela se o ni například Militant tendency ve Velké Británii, jejíž členové působili v rámci Labouristické strany od padesátých let a podařilo se jim získat kontrolu v Mladých socialistech Labouristické strany a v městské radě Liverpoolu, než byli v osmdesátých letech vyloučeni. O podobné výkony se pokoušelo mnoho dalších trockistických skupin, ale jen málo z nich získalo takový vliv, jakého dosáhla Militant tendency.

### Hluboký entrismussui generis
V těchto typech entrismu se aktivisté angažují v dlouhodobém horizontu. Pracují v organizaci po desetiletí v naději, že získají vliv a určitou moc a možná i kontrolu nad větší organizací.
V rámci entrismu sui generis ("zvláštního typu") se například trockisté otevřeně nezasazují o vybudování trockistické strany. "Hluboký entrismus" odkazuje na dlouhé trvání.
Tato taktika je úzce spjata s Michelem Pablem a Gerrym Healym, kteří stáli v čele Čtvrté internacionály na přelomu 40. a 50. let. Taktika "hlubokého vstupu" byla vyvinuta jako způsob, jakým mohli trockisté reagovat na studenou válku. V zemích s masovými sociálnědemokratickými nebo komunistickými stranami bylo stejně obtížné být do těchto stran přijat, jako bylo obtížné vybudovat samostatné trockistické strany. Proto se trockistům doporučovalo, aby vstoupili do masové strany.
V Evropě tento přístup používal například Klub a později Socialistická akce v Labouristické straně a Čtvrtá internacionála v komunistických stranách. Ve Francii trockistické organizace, především Parti des Travailleurs a její předchůdci, úspěšně vstoupily do odborů a hlavních levicových stran.

### Otevřený entrismus
Některé politické strany, jako například Dělnická strana v Brazílii (Partido dos Trabalhadores) nebo Skotská socialistická strana (Scottish Socialist Party), umožňují, aby se v nich otevřeně organizovaly různé politické proudy. V těchto případech se termín "entrismus" obvykle nepoužívá. Politické skupiny, které pracují v rámci větší organizace, ale zároveň si zachovávají "veřejnou tvář", často odmítají termín "entrismus", ale někdy jsou větší organizací stále považovány za entristy.

## Příklady podle zemí

### Austrálie
V Austrálii byla tato praxe rozšířená v 50. letech, kdy Komunistická strana Austrálie (Communist Party of Australia) bojovala s pravicovými průmyslovými skupinami (Industrial Groups) o kontrolu nad australskými odbory. "Skupináři" ("Groupers") následně založili Demokratickou stranu práce (Democratic Labour Party). Dnes je tato praxe v Austrálii často označována jako druh fenoménu zvaného branch stacking – náboru nebo zápisu členů do místní pobočky politické strany s hlavním cílem ovlivnit výsledek vnitřních předvýběrů kandidátů na veřejné funkce nebo nepřiměřeně ovlivnit politiku strany.
V roce 1985 se Strana jaderného odzbrojení (Nuclear Disarmament Party) rozštěpila po obvinění, že byla infiltrována Socialistickou dělnickou stranou (Socialist Workers Party, SWP), trockistickou skupinou.
V nedávné době byla australská Královská společnost pro prevenci týrání zvířat (RSPCA) označena za oběť těchto praktik. Národní federace farmářů (National Farmers' Federation) a organizace Animals Australia byly obviněny z infiltrace poboček australské organizace RSPCA ve snaze prosazovat protichůdnou politiku týkající se bateriových chovů slepic, intenzivního chovu prasat a vývozu živých ovcí.
Od roku 2000 náboženská pravice pronikla do řady poboček Liberální strany Austrálie (Liberal Party of Australia), zejména v Novém Jižním Walesu, Západní Austrálii, Queenslandu a Victorii.
V roce 2018 vyšlo najevo, že Národní strana Nového Jižního Walesu (NSW National Party) a její mládežnické křídlo Young Nationals byly infiltrovány krajní pravicí a více než 30 členů bylo vyšetřováno kvůli údajným vazbám. Lídr McCormack infiltraci odsoudil a několik podezřelých krajních pravičáků bylo ze strany a jejího mládežnického křídla vyloučeno.

### Kanada
Ačkoli termín "entryismus" byl používán jen málo, oponenti obviňovali Davida Orcharda a jeho příznivce z toho, že se na přelomu 20. a 21. století pokoušeli získat vedení Progresivní konzervativní strany (Progressive Conservative Party) s úmyslem dramaticky změnit její politiku.
Orchard se proslavil jako přední odpůrce volného obchodu, který byl zřejmě nejvýznamnější politikou progresivní konzervativní vlády Briana Mulroneyho na přelomu 80. a 90. let. Zatímco odpůrci poukazovali na pozoruhodný odstup, Orchard a jeho příznivci tvrdili, že reprezentují "tradiční" konzervativní hodnoty a ekonomický nacionalismus, který starší Konzervativní strana a Progresivní konzervativní strana zastávaly před Mulroneym, konkrétně za Johna Diefenbakera.
Odpůrci sloučení Progresivní konzervativní strany a Kanadské aliance z roku 2003 rovněž obvinili členy Aliance z infiltrace. Všeobecně se spekulovalo, že většina, ne-li všichni z přibližně 25 000 Kanaďanů, kteří před hlasováním o sloučení rozšířili členskou základnu Progresivní konzervativní strany, byli členy Aliance, kteří pravděpodobně hlasovali pro sloučení.
Liberálové pro život (Liberals for Life), pro-life skupina spojená s Campaign Life Coalition, byla na přelomu 80. a 90. let obviněna z infiltrace do Liberální strany Kanady.
Členové Socialistické akce, malé trockistické skupiny, hrají vedoucí roli v Socialistické frakci Nové demokratické strany (New Democratic Party, NDP), malé frakci na levém křídle sociálně demokratické NDP, a prosazují, aby se jejich členové připojili k NDP a angažovali se v ní. To však neodpovídá většině definic entrismu, protože kromě působení v NDP nadále existují mimo ni a odděleně od ní. Konkurenční trockistická organizace Fightback provádí klasičtější formu entrismu v NDP, zejména ve svých mládežnických křídlech. Vzorem jí je britská Militant tendency, která praktikovala entrismus v Labouristické straně a na svém vrcholu byla jednou z nejúspěšnějších entristických organizací.
Po pádu Strany sociálního kreditu Britské Kolumbie (British Columbia Social Credit Party) došlo k posunu v Liberální straně Britské Kolumbie (British Columbia Liberal Party), ke které se připojili bývalí členové Strany sociálního kreditu. V důsledku toho se strana díky novému členství posunula ve fiskální politice mnohem více doprava. Entrismus tak vedl k úplnému ovládnutí původní strany bývalými členy Strany sociálního kreditu. To však není formální entrismus, neboť bývalí členové Strany sociálního kreditu neprovozovali vlastní organizaci v rámci Liberální strany.

### Čína
Během Severního pochodu v Číně se Komunistická strana Číny na čas (1923-1927) připojila ke Čínské nacionalistické straně (Kuomintang) a vytvořila První sjednocenou frontu, ale jednou z myšlenek komunistů byla možnost získat v nacionalistické straně většinu a ovlivňovat její politiku. Nakonec se situace zhoršila, nacionalisté vyloučili komunisty ze své strany a začala čínská občanská válka. Válka byla na čas přerušena (1936-1945), aby bylo možné vytvořit druhou sjednocenou frontu během čínského odporu proti japonské císařské nadvládě. Občanská válka však byla obnovena a probíhala až do roku 1950, kdy zvítězili komunisté.

### Nizozemsko
Marxisticko-leninská strana Nizozemska (Marxistisch-Leninistische Partij Nederland) byla falešná pročínská komunistická strana v Nizozemsku, kterou založila nizozemská tajná služba BVD, aby navázala kontakty s čínskou vládou pro špionážní účely. Existovala od roku 1968 do počátku 90. let 20. století.[zdroj?]

### Nový Zéland
Čtyři malé komunistické strany v zemi, Komunistická strana Nového Zélandu (Communist Party of New Zealand, CPNZ), Socialistická strana jednoty (Socialist Unity Party, SUP), Dělnická komunistická liga (Workers Communist League, WCL) a Socialistická akční liga (Socialist Action League, SAL), se snažily ovlivnit Novozélandskou stranu práce (New Zealand Labour Party), odbory a různé společenské problémy, jako například protesty proti turné Springbok, maorský bikulturalismus a protijaderné hnutí. Během diplomatické krize ANZUS v letech 1984-1985, která byla důsledkem zákazu novozélandských jaderných lodí, se promoskevská SUP snažila infiltrovat protijaderné organizace v rámci strategie odklonit zahraniční politiku Nového Zélandu od jeho tradičního spojence, Spojených států.
Novozélandská křesťanská pravice se také pokoušela získat politický vliv. Během parlamentních voleb v roce 1987 se několik konzervativních křesťanských skupin, včetně Společnosti na ochranu nenarozených dětí (Society for the Protection of Unborn Children, SPUC), Žen pro život (Women for Life) a Koalice znepokojených občanů (Coalition of Concerned Citizens), pokusilo infiltrovat Národní stranu (New Zealand National Party) tím, že na kandidátky postavily konzervativní křesťany. Tyto skupiny také napadaly politiku labouristické vlády v oblasti mírové výchovy, sexuální výchovy, potratů, maorského bikulturalismu a aliance ANZUS. Několik příznivců CCC se v roce 1987 zúčastnilo voleb jako kandidáti Národní strany, mezi nimi Rob Wheeler (Mount Albert), Andrew Stanley (Onehunga) a Howard Martin (Papatoetoe). Jejich úsilí se však setkalo s malým volebním úspěchem a Langeho vláda byla znovu zvolena na druhé funkční období.
V devadesátých letech se v Národní straně objevil další konzervativní proud, a to založením neformálního Křesťanského hlasu v roce 1998. Tato skupina však zanikla v polovině roku 2000, kdy se objevilo několik menších křesťanských politických stran, včetně Křesťanskodemokratické strany (Christian Democrat Party) bývalého poslance Graema Leeho, United Future Petera Dunnea a Destiny New Zealand Briana Tamakiho, které se ucházely o hlasy evangelikálů. Kvůli pokusům o ovládnutí strany poté Národní strana v tichosti centralizovala postupy výběru kandidátů.
Navzdory napětí s konzervativci přijal vůdce Národní strany Don Brash během parlamentních voleb v roce 2005 tajnou pomoc od Exkluzivních bratrstev (Exclusive Brethren). Tato pomoc zahrnovala organizaci samostatné volební agitační a reklamní kampaně, která útočila na současnou koaliční vládu labouristů a zelených. Tato strategie se vymstila a přispěla k druhému znovuzvolení premiérky Helen Clarkové. V souvislosti s kontroverzí, která vznikla v důsledku agitace Exkluzivních bratrstev ve prospěch Národní strany, Brashův nástupce, premiér John Key, výslovně odmítl jakoukoli pomoc ze strany Exkluzivních bratrstev během voleb v roce 2008.

### Spojené království
Dlouhodobou vstupní taktiku používala trockistická skupina Militant tendency, jejíž původně malý počet příznivců působil od 60. let v hlavním proudu Labouristické strany. Počátkem 80. let se jejich počet stále pohyboval jen v řádu tisíců, ale podařilo se jim získat kontrolní vliv v Mladých socialistech Labouristické strany (Labour Party Young Socialists) a v liverpoolské městské radě, nicméně krátce nato začali být aktivisté Militant tendency vylučováni po interním labouristickém rozhodnutí, že jejich organizace porušuje stanovy strany. Zbytek skupiny nyní působí v rámci Labouristické strany kolem časopisu Socialistická výzva (Socialist Appeal), většina však poté odešla a založila Socialistickou stranu.
Sloupkař deníku The Guardian George Monbiot tvrdí, že skupina ovlivněná zaniklým marxistickým časopisem Living Marxism od konce 90. let 20. století uplatňuje v britských vědeckých a mediálních organizacích taktiku entrismu.
Volby do vedení Labouristické strany v roce 2015 se staly terčem kampaně deníku The Daily Telegraph, který vyzýval příznivce konzervativců, aby vstoupili do Labouristické strany (za poplatek 3 libry) a hlasovali pro levicového kandidáta Jeremyho Corbyna s tím, že se tak strana stane nevolitelnou. Tuto strategii pozorovatelé označili za "entrismus", ačkoli není jasné, zda ji lze pod tuto obecně chápanou definici podřadit (na rozdíl od širšího pojmu "podvratná činnost"). Stejně tak byla z entrismu obviněna levicová skupina Momentum, která se zapojila do taktiky ve stylu Militant tendency, přičemž hnutí významných labouristických poslanců (dosavadních i suspendovaných) se snažila sesadit poslance, kteří nepodpořili Corbyna.
Po hlasování o brexitu v roce 2016 se někteří stoupenci odchodu z Evropské unie obávali, že vláda vyjedná dohodu, která zachová příliš mnoho vazeb s Evropskou unií. Nezávislí stoupenci odchodu i členové Strany nezávislosti Spojeného království (UKIP), která po brexitu politicky strádala, se proto přidali ke Konzervativní straně. Toto hnutí bylo obzvláště výrazné ve volebních obvodech konzervativních poslanců, kteří podporovali setrvání v Evropské unii. Skupina Leave.EU vedla kampaně, v nichž vyzývala své příznivce, aby se připojili ke konzervativcům a zbavili se poslanců, kteří nepodporovali tvrdý brexit. Ti, kteří se v tomto období připojili ke straně, se zasloužili o to, že Boris Johnson po rezignaci premiérky Theresy Mayové vyhrál volby do vedení strany (a stal se tak premiérem).

### Spojené státy americké
Příznivci Freda Newmana a strany Nová aliance (New Alliance Party) hromadně vstupovali do Reformní strany a získali určitou kontrolu nad odnoží Reformní strany ve státě New York.[zdroj?] Jiný americký politik, Lyndon LaRouche, se od roku 1980 pokoušel o entristickou strategii v Demokratické straně, ale bez valného úspěchu. Mnoho libertariánů nebo libertariánsky orientovaných politiků kandidovalo za republikány a několik z nich (například Ron Paul, jeho syn Rand Paul, Mark Sanford, Justin Amash, Thomas Massie a Gary Johnson) bylo úspěšných, i když někteří z nich následně Republikánskou stranu opustili.

## Další příklady
Horton (2014) uvádí jako příklad entrismu "infiltraci lidskoprávního aktivisty do instituce, která se hlásí k neoliberalismu, tržnímu fundamentalismu, který se zasloužil o erozi zdravotnických systémů v desítkách zemí s nízkými a středními příjmy". Leslie (1999) používá jako příklad entrismu snahy transformovat zevnitř instituce, které se potýkají s genderovými nerovnostmi, tím, že do nich vstupují lidé, kteří tyto nerovnosti mají napravit.

## Zákony proti entrismu
V některých zemích byly přijaty zákony, které mají odradit od různých forem entrismu. Ve volbách v americkém státě New York jsou změny stranické příslušnosti již registrovaných voličů formálně zpracovávány až týden po všeobecných volbách v daném roce. Cílem je zabránit vstupům do primárních voleb, protože jsou přístupné pouze voličům, kteří jsou již zapsáni ve straně pořádající primárky. Newyorský zákon Wilsona Pakuly rovněž vyžaduje, aby kandidáti, kteří nejsou členy určité politické strany, získali před kandidaturou v primárních volbách formální souhlas příslušných stranických výborů. Tento zákon byl přijatý poté, co kandidáti Americké strany práce (American Labor Party) koncem 40. let 20. století vstupovali do primárek Demokratické a Republikánské strany a vítězili v nich.